# 李希哲 (1898年)
李希哲（1898年—1966年5月18日），名占贤，云南景谷钟山香盐村人。中华民国企业家、政治人物。

## 生平
民国三年（1914年），李希哲到昆明成德中学读书，后返回普洱、思茅上学。民国九年，其父病死，兄弟分家，李希哲占有香盐盐矿26%的制盐丁份权。时值食盐畅销，他与香盐场长及景谷县长交好，大煎大销食盐，越加暴发，从而购置良田，添置枪枝，建立私人武装。民国十四年，被委任景谷县保卫队长。之后被委以县团首、团防大队长等职。李还加入洪帮景兴公，当上“坐堂大爷”。民国十八年，集资开发风岗盐井，占有全矿130个制盐丁份权的107.5个。
1934年2月，英国派兵侵占炉房银厂，班洪事件爆发，4月李希哲到普洱面见督办杨益谦，请缨抗英。得杨认可后，他以景谷、景东、缅宁、镇沅县联合剿匪指挥部为基础，组成西南边防民众义勇军，自任总指挥，下辖5个大队，1300多人，筹集军饷10万银元，共同奔赴班洪。1934年4月19日，西南边防民众义勇军与15个佤族部落王在勐卯订立联合抗英盟约，剽牛盟誓。5月25日，在李希哲率领下西南边防民众义勇军到达班洪，组建了2000余人的抗英武装力量。5月30日拂晓，抗英联军夺回丫口寨、新寨、上下班洪等地。6月6日，抗英联军从两面夹击炉房守敌，将炉房、金厂坝等地收复；并拟进攻南大、户算等英军据点。后奉省政府令“就地驻扎待命，停止进攻英军”。9月，奉命全军撤出班洪，义勇军被强令遣散。
1944年，李希哲加入中国国民党，任县党部执行委员。次年，当上云南省参议员等职。1948年，当上中华民国国民大会代表。同年8月，任云南省戡乱建国委员会委员。9月接任景谷县县长。之后，李希哲先后剿除10多股匪患，招抚兵变的盐警队20多人成为亲信，壮大了势力。至1949年前夕，李在景谷已拥有良田干亩，在香盐、凤岗、威远大街建盖庭院3座，经常豢养家丁上百名，有机枪、步枪、手枪数百支。

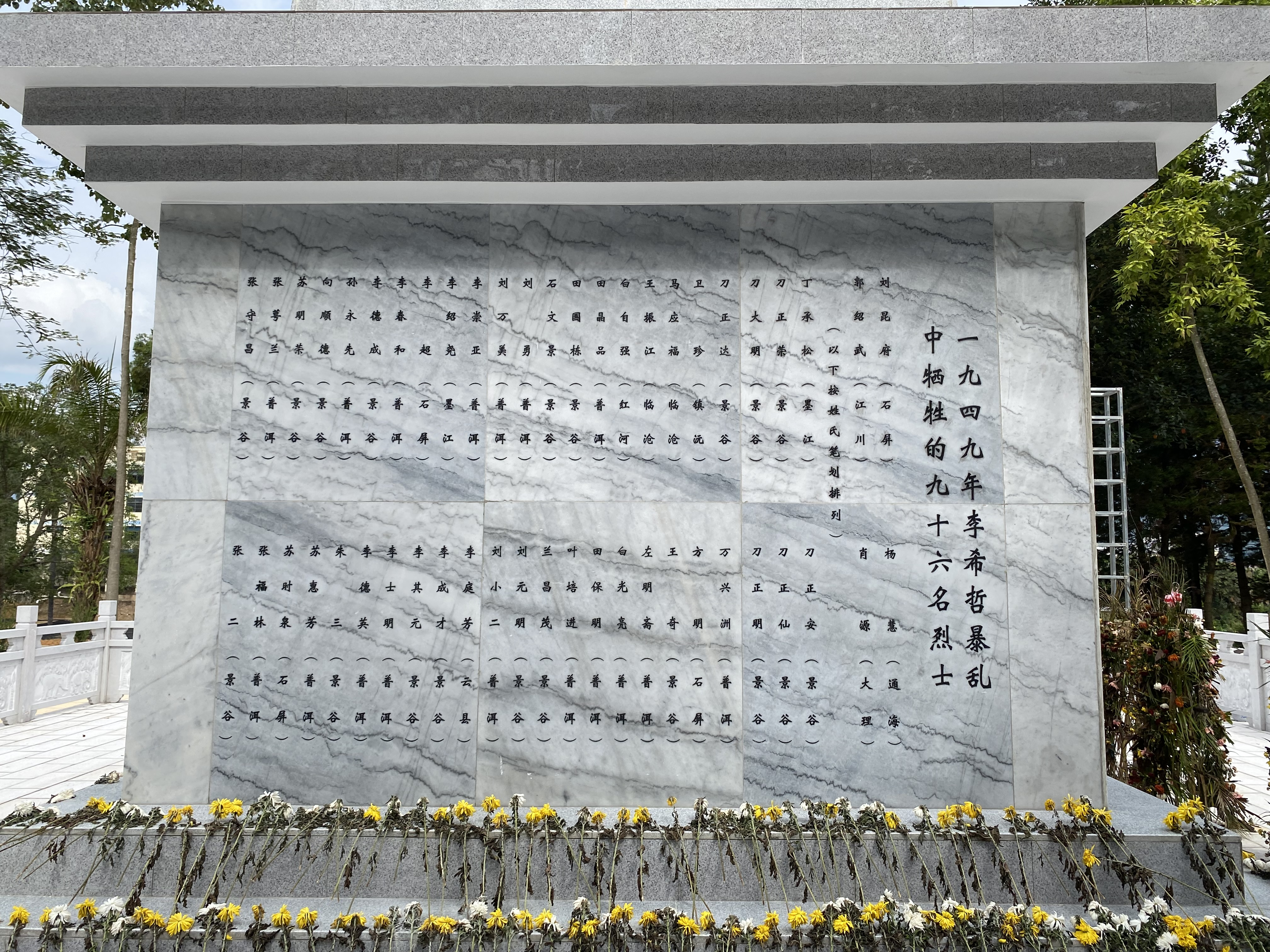
景谷烈士陵园1949年李希哲暴乱中牺牲的96名烈士名单

1949年4月，李希哲被卢汉委任为第九区行政督察专员，但因景谷周边各县相继被中国人民解放军占领，驻普洱的保安三团撤退，李不敢到临沧就职。在迤南边区军政委员会主任罗正明敦促下，李希哲于1949年5月发布《告全县民众同胞书》，宣称“景谷自动解放，归政于民”，表示愿意站到人民一边，人民政府待之以友。但李希哲退居凤岗后，一面写信给云南人民自卫军第二纵队领导及景谷县长表示拥护共产党，愿意接受领导，经营工商业；一面将武器隐藏起来，暗地下发。同时，与邻县头面人物彭季谦、梁星楼、张孟希、李润之等书信频繁往来，暗中联络。1949年夏秋间，人民政权相继建立，发动群众清算恶霸地主，李希哲自感社会基础被触及。9月5日，他接到国民党云南省政府委任其为第七区行政督察专员兼保安司令的委令，更下决心要推翻人民政权。经秘密策划，共纠集2000余人于11月13日晚叛乱。当晚他在盐管会主任刘昆府家里摆酒设宴，劝其合伙反共，在遭到反对后，李希哲将其捆绑并杀死。之后他先后杀害县长兼民工团长王耕、基干队长及民工团长杨慧，政府工作人员、农村骨干积极分子等共104人，颠覆了部分区、乡基层政权。
当时边纵副司令朱家璧由马台至景谷，即派1支队司令员杨守笃率17团协助进剿，在民乐打阻击战，派4营和整训大队在途中袭击，派武工团尾随追击。整训大队在那招渡追上李希哲部，双方激战。武工团知悉后，奔袭那招渡。在距江面300公尺处，自卫军丁联祥分队已占据险要，封锁渡口江面。李希哲部及家属在自卫军未赶到之前，已扎成两支竹筏准备离开江岸。受火力的封锁，竹筏打散淌走，李渡江无望，派人谈判请降。李的后卫部则在那玉后山的三棵树与边纵9支队43团激战到天黑。次日，李希哲组织反扑之后即逃奔那招渡，43团和武工团予以围击，李属大部分投降。李希哲率百余名部属渡过澜沧江，经博尚的碗窑等地，取道耿马，越出国境。1950年初，李希哲率残部在沧源、西盟一带活动，1951年被中国人民解放军追歼，逃出境外。1960年被调到台湾，任中将参议。1966年5月18日，在台北病死。